# Volenice (Příbrami járás)
Volenice település Csehországban, a Příbrami járásban. Volenice Vševily, Hlubyně, Hudčice, Březnice és Hvožďany településekkel határos. Lakosainak száma 372 fő (2024. január 1.).

## Népesség
A település lakosságának változását az alábbi diagram mutatja:
| Lakosok száma | 770  | 728  | 803  | 505  | 413  | 369  | 401  | 383  | 375  | 372  |
|               | 1869 | 1890 | 1921 | 1950 | 1980 | 2001 | 2017 | 2019 | 2022 | 2024 |